# Cantó de Manòsca Sud-Est
El cantó de Manòsca Sud-Est és un cantó francès del departament dels Alps de l'Alta Provença, situat al districte de Forcauquier. Té 2 municipis i part del de Manòsca.

## Municipis
- Manòsca
- Corbièras
- Santa Túlia

## Història
| Data d'elecció                           | Identitat             | Partit | Qualitat |
| ---------------------------------------- | --------------------- | ------ | -------- |
| 1985-1992                                | Henri Rocca           | PCF    |          |
| 1992-2003                                | Mario De Nadaï        | PCF    |          |
| 2003-                                    | Yannick Philipponneau | PCF    |          |
| les dades anteriors no són pas conegudes |                       |        |          |
|                                          |                       |        |          |

| 1962 | 1968 | 1975 | 1982 | 1990  | 1999  | 2006  |
| ---- | ---- | ---- | ---- | ----- | ----- | ----- |
| -    | -    | -    | -    | 7.280 | 7.710 | 7.648 |